# Ján Havlík
Ján Havlík (ur. 12 lutego 1928, zm. 27 grudnia 1965) – słowacki zakonnik ze zgromadzenia lazarystów, ofiara reżimu komunistycznego w Czechosłowacji. Błogosławiony Kościoła katolickiego.

## Życiorys
Urodził się 12 lutego 1928 we Vlčkovanach (dzisiejsze Dubovce), jako syn Karola i Justyny z domu Pollákovej. Jego ojciec był robotnikiem.
W 1943 roku wstąpił do Szkoły Apostolskiej Zgromadzenia Księży Misjonarzy św. Wincentego a Paulo (tzw. małe seminarium) w Bańskiej Bystrzycy, które ukończył w maju 1949. Pierwotnie planował wstąpić do seminarium duchownego Zgromadzenia Księży Misjonarzy w Bratysławie, jednak to zostało znacjonalizowane przez władze komunistyczne, latem tego samego roku, w związku z czym wstąpił do nowicjatu Zgromadzenia Księży Misjonarzy w Ladcoch. W ramach operacji K2, w maju 1950 został wraz z innymi seminiarzystami, siłą zabrany ze szkoły apostolskiej do „instytutu reedukacyjnego” we wsi Kostolná. Następnie został skierowany do pracy przymusowej przy budowie zbiornika wodnego Nosice, koło Púchova (prace w ramach tzw. budownictwa młodzieżowego (stavby mládeže)). Havlík odmówił podjęcia studiów w utworzonym przez państwo centralnym seminarium duchownym i za zgodą przełożonych, wraz z czterema innymi seminarzystami, zamieszkał w Nitrze, potajemnie kontyunując studia teologiczne i formację zakonną.
29 października 1951 roku został aresztowany przez funkcjonariuszy Státní bezpečnost, wraz z innymi seminarzystami. Do rozpoczęcia procesu przebywał od aresztowania do lutego 1952 w areszcie śledczym w Nitrze, a następnie w areszcie sądowym w Bratysławie. W lutym 1953 został skazany za „zdradę stanu” na 14 lat więzienia. Wyrok miał odbywać w obozie pracy „Rovnosť” koło Jáchymova, gdzie pracował w kopalniach uranu. Sąd apelacyjny obniżył jego karę do 10 lat, jednak w maju 1958 został ponownie aresztowany i osadzony w areszcie śledczym w praskim Ruzyně za służbę misjonarską wśród współwięźniów. 27 lutego 1959 został skazany przez sąd w Pradze na kolejny rok więzienia. Jednak już w 1960 roku jego stan zdrowia był na tyle zły, że musiał zostać przeniesiony do szpitala więziennego w Valdicach (na terenie dawnego kosztoru kartuzów). Po kilku miesiącach został przeniesiony do szpitala więziennego w Ilavie, a w październiku 1962 zwolniony ze względu na zły stan zdrowia.
Zmarł 27 grudnia 1965 roku w Skalicy.

## Proces beatyfikacyjny
14 grudnia 2023 papież Franciszek, przyjmując na audiencji kardynała Marcello Semeraro, prefekta Dykasterii ds. Kanonizacyjnych, zezwolił na ogłoszenie dekretu dotyczącego męczeństwa Jána Havlíka, otwierając drogę do jego beatyfikacji. 
Uroczystość beatyfikacyjna Jána Havlíka odbyła się 31 sierpnia 2024 w Šaštínie, pod przewodnictwem kard. Marcello Semeraro, prefekta dykasterii do spraw świętych.

## Upamiętnienie
W 2003 ukazała się książka Antona Havlíka pt. Lásku nemožno umlčať : autentické rozprávanie o živote a utrpeni môjho brata Jána / Anton Havlík (V. Oto Németh, Bratysława, 2003; ISBN:9788088949633), poświęcona postaci Jána Havlíka.